# 穆爾西亞語言推廣和發展協會
穆爾西亞語言推廣和發展協會（西班牙語：La Asociación para el Habla, la Difusión y el Desarrollo de la Lengua Murciana）是一個專門在標榜穆爾西亞語的文化協會。該協會目標是要讓人認定穆爾西亞語為獨特之語言, 並用金錢協助任何想學習與研究穆爾西亞語的人。他們也開展了一系列的行動來導致更多人對於穆爾西亞語有更加知識，並讓人能夠同時使用穆爾西亞語在口頭和書面方面。